# クレイジーハムスター
『クレイジーハムスター』（Crazy Hamster）は、フィンランドのゲームソフト開発会社Gamelionが開発したiOS、Android、ニンテンドーDSiウェア用アクションパズルゲーム。日本では、ニンテンドーDSiウェア版がテヨンジャパンより2012年7月4日に発売された。

## ゲーム紹介
冬のために食料を集め忘れてしまったハムスターが4つの世界を駆け回るアクションパズルゲーム。

## ゲームシステム
4つの世界があり1つの世界にステージがいくつかある。ハムスターは自動で右に進んで行く。プレイヤーはハムスターを自由に操作することはできないが、十字ボタンの右で走る速さを速くし、左で速さを遅くする事ができる。道中トラップがありハムスターがトラップに引っかからないようにツールアイコンを使ってハムスターをゴールまで導く。ツールアイコンの使い方は、まずツールアイコンをタッチし次にトラップをタッチする。ツールは1ステージごとに使える回数が限られている。スコアとタイム、ハムスターの残り数が上画面に表示される。

## ツール
トランポリン
トラップをジャンプして避ける。
ヘアドライヤー
トランポリンの前にヘアドライヤーを置くと、いつもより遠くにジャンプできる。
橋
小さな穴などを超えられる。
消火器
火を消すことができる。
船
川を渡ることができる。
スケート
滑ってしまうところで使う。
はしご
高さが異なる場所に上がることができる。
スキー
坂から降りる時に頂上の旗のところで使う。
バンパー
ハムスターがバンパーにぶつかると反対方向に向かって進む。
パラシュート
高い所から使うとゆっくり落ちていく。